# Бал объятых пламенем
«Бал объя́тых пла́менем», также известный как «О́гненный бал» (фр. Bal des Ardents) или «Бал дикаре́й» (фр. Bal des Sauvages), — бал-маскарад, состоявшийся в Париже 28 января 1393 года, в котором участвовали король Франции Карл VI и пять его придворных. Его целью было развлечь юного короля, который год тому назад тяжело заболел и перенёс приступ, приведший к проявлению у него первых признаков душевной болезни. Бал организовала королева Изабелла Баварская по случаю свадьбы её фрейлины; согласно предположению исследователей, он представлял собой свадебный вечер типа «шаривари» с танцорами в костюмах «диких людей» и мифических существ (демонов) — подобные балы часто проводились в Средневековой Европе и в особенности в Англии в эпоху Тюдоров.
На балу произошла трагедия: костюмы шестерых участников, включая самого Карла VI, загорелись из-за факела, который держал в руках брат короля герцог Людовик Орлеанский. Четверо погибли от ожогов, Карл VI и один из его придворных чудом выжили. Инцидент усугубил неустойчивое психическое состояние короля, заставив многих усомниться в его дееспособности. Парижане расценили этот случай как следствие падения нравов при королевском дворе и пригрозили поднять восстание против могущественного дворянства, которое чуть не погубило монарха. Гнев общественности вынудил Карла VI и его брата герцога Орлеанского покаяться за трагедию: современники расценивали случившееся как попытку покушения на монарха и колдовство. Об этом событии писали хронисты Мишель Пинтуан и Жан Фруассар, оно было запечатлено во многих иллюминированных рукописях XV века такими художниками, как мастер Антоний Бургундский. Также этот эпизод лёг в основу рассказа Эдгара По «Прыг-Скок».

## Предыстория
В 1380 году после смерти своего отца, Карла V, 12-летний Карл VI был официально коронован и стал королём Франции; до достижения им совершеннолетия четверо его дядей были регентами. В течение двух лет герцог Бургундский Филипп, описываемый Робером Кнехтом как «один из наиболее могущественных принцев Европы», стал единственным регентом: Людовик Анжуйский, разворовавший королевскую казну, бежал в 1382 году в Италию, а герцоги Жан и Филипп не были заинтересованы в управлении государством вообще. В 1388 году Карл VI наконец стал единоличным правителем, отстранив от власти своих дядей и восстановив институт так называемых «мармузетов», традиционных советников его отца. Мармузеты стремились как можно скорее заключить мир с Англией, снизить налоги и укрепить центральную власть: плодом их работы стало заключённое на три года Леленгемское перемирие с Англией, при этом герцога Беррийского отстранили от власти за чрезмерные налоги.
В 1392 году Карл VI пережил один из первых приступов безумия, сопровождавшийся проявлением ярости: поводом стало покушение на коннетабля Франции и главы «мармузетов» Оливье де Клиссона, инициатором которого выступил герцог Бретани Жан V, а исполнителем — Пьер де Краон. Карл, расценив подобные действия как попытку покушения на него самого, с одобрения «мармузетов» разработал план вторжения в Бретань и в течение последующих месяцев покинул Париж вместе с группой рыцарей.
Жарким днём 5 августа процессия находилась около Ле-Мана и продвигалась в сторону Бретани. В свите Карла, который к тому моменту переболел лихорадкой, был и его брат Людовик I, с которым у него были близкие отношения. В какой-то момент король без предупреждения обнажил оружие и бросился на собственную свиту, выкрикивая «Вперёд, вперёд на предателей! Они хотят меня выдать!» (фр. Sus, sus aux traîtres! Ils veulent me livrer!). В ходе завязавшегося боя он убил четырёх человек. Кровопролитие остановил кастелян Гийом Мартель, обхватив короля за грудь сзади и повалив на землю. После случившегося Карл впал в кому, из которой вышел через четыре дня. Очень немногие верили, что король вообще придёт в себя; пользуясь недееспособностью Карла, его дяди, герцоги Бургундский и Беррийский, объявили себя регентами и распустили совет «мармузетов», заполучив власть.
Находящегося без сознания короля доставили в Ле-Ман, где его лечением занялся известный и уважаемый всеми врач Гийом де Арсиньи. После того, как Карл пришёл в себя, а симптомы лихорадки исчезли, Арсиньи отправил его обратно в Париж. Короля везли медленно, переходя из замка в замок, останавливаясь в каждом для отдыха. В сентябре Карл оправился и совершил паломничество в Нотр-Дам-де-Льесс недалеко от Лана, после чего вернулся в Париж.
Внезапный приступ безумия, нашедшего на короля, некоторыми современниками расценивался как знак божественного недовольства и наказания свыше, а другими — как последствия колдовства. Современные историки (в том числе Кнехт) предполагают, что у Карла VI начала развиваться параноидальная шизофрения. У короля и далее наблюдались психические расстройства: он мог твердить, что сделан из стекла, а, согласно историку Дезмонду Сьюарду, порой «бегал по коридорам королевского дворца, воя, как волк». Хронист Жан Фруассар в четвёртой части своих знаменитых «Хроник» писал, что король «настолько тронулся умом, что никакие лекарства не могли ему помочь». В самые критические моменты Карл VI даже не мог узнать собственную жену Изабеллу Баварскую и всякий раз, когда она входила в его покои, приказывал выставить её за дверь. Однако позже, когда к королю вернулся рассудок, он немедленно доверил Изабелле опеку над детьми. Королева же обеспечила себе место в совете регентов на случай повторения приступа безумия у мужа.
Барбара Такман в книге «Загадка XIV века» писала, что врач Арсиньи «отказался от уговоров и обещаний и настоял на своём возвращении в Лан», а также советовал не обременять короля государственными обязанностями, рекомендуя ему «удовольствия и забытьё» во избежание повторения приступов или более ужасных событий. Чтобы окружить Карла атмосферой радости и оградить его от тягот управления, двор решил организовывать для него разные развлечения с вычурными нарядами и причёсками: так, королева Изабелла и её золовка герцогиня Орлеанская Валентина Висконти надевали платья, украшенные множеством драгоценных камней и разными узорами, а также делали себе фантастические причёски, которые были таких размеров, что, по словам Такман, «проходя в дверь, кое-кто из дам отступал в сторону — иначе было не разминуться». Несмотря на нелюбовь простонародья к подобной вызывающей роскоши, к молодому королю Карлу VI сохранялось благожелательное отношение, и в народе его прозвали «Возлюбленным» (фр. le bien-aimé); что касается Изабеллы Баварской, то её вместе с Валентиной Висконти — дочерью миланского герцога Джан Галеаццо Висконти — в народе презирали как иностранок, а дядей Карла обвиняли в растрате государственных средств. Такман, ссылаясь на «Хроники Фруассара», утверждала, что все эти фривольности поощрялись дядями по той причине, что «пока королева и герцог Орлеанский танцуют, они неопасны и даже не раздражают».

## События
28 января 1393 года Изабелла Баварская давала бал-маскарад во дворце Сен-Поль в Париже по случаю третьей свадьбы своей фрейлины Екатерины де Фатаврен (фр. Catherine de Fastaverin) с графом Ортенбургским Этцелем I. По традиции, любой повторный брак женщины был поводом для насмешек, поэтому характерной для него формой празднества было «шаривари» — шуточный бал, который сопровождался кривляниями и дурачествами, громкой нестройной музыкой (в том числе игрой на цимбалах перед спальней невесты), фривольными танцами и всяческими беспорядками, что считалось откровенно непристойным и неприличным. По предложению Юге де Гисея (фр. Huguet de Guisay), шестерых молодых людей, включая Карла VI, решили нарядить в маски и костюмы «диких людей». Де Гисей, согласно Фруассару, был «самым жестоким и дерзким из людей» и печально прославился своими хамскими выходками: нередко он оскорблял людей с криками «Лай, собака!», заставляя их становиться на четвереньки и избивая их.
Помимо короля, в качестве танцоров были выбраны пять человек: сам Юге де Гисей, граф Жан III де Жуаньи (фр. Jean III comte de Joigny), бастард Ивен де Фуа (фр. Yvain de Foix), Ожье де Нантуйе (фр. Ogier de Nantouillet) и Эймар де Пуатье (фр. Aymard de Poitiers). Их костюмы были сшиты из льна и обмазаны воском (или пеком) с прикреплённой сверху растрёпанной пенькой, изображавшей шерсть, поэтому носившие их люди выглядели «наги и волосаты, как сатиры». Маски, изготовленные из тех же материалов, скрывали лица танцоров от посторонних. В некоторых источниках утверждалось, что все танцоры были скованы цепями; многие из присутствовавших на празднике даже не подозревали, что среди танцующих был и сам король. Однако костюмы танцоров были легковоспламеняющимися, поэтому был дан строгий приказ — не зажигать в зале факелы и никому с факелами не входить во время празднования в зал, чтобы свести к минимуму риск несчастного случая.
Согласно историку Яну Веенстре, все шестеро участников скакали и завывали, «как волки», непристойно выражаясь и призывая гостей узнать их под масками, продолжая танцевать в «дьявольском неистовстве». Неожиданно на балу появились брат короля, герцог Людовик Орлеанский, в сопровождении четырёх рыцарей с шестью факелами, который ничего не знал о запрете. Его сопровождал совершенно пьяный Филипп де Бар. Что именно произошло дальше, остаётся предметом споров среди историков. По наиболее распространённой версии, которую поддержал в XVII веке Уильям Принн, Людовик заинтересовался этими дикими танцами и попытался поближе разглядеть танцоров, чтобы узнать, кто скрывается под масками, однако слишком близко поднёс факел к одному из танцевавших: искра упала на ногу того и вызвала пожар, который охватил всех шестерых танцоров. По другой версии, которая встречается в одной из хроник, Людовик «швырнул» факел в одного из танцоров.
Изабелла, знавшая, что её муж был среди танцоров, упала в обморок, когда вспыхнул пожар. Из скованных цепями танцующих никто не мог вырваться и спасти свою жизнь. Однако, по счастью, Карл VI находился достаточно далеко от них, поскольку стоял рядом со своей 15-летней тётей, герцогиней Беррийской Жанной: считается, что Ивен де Фуа успел прокричать, чтобы люди спасали в первую очередь короля. Спасая Карла от попадания искр и пожара, Жанна накинула на него шлейф своей юбки. При этом источники не указывают, участвовала ли герцогиня в танцах и позвала короля поговорить, или же король сам ушёл к ней. Фруассар писал, что король, шедший впереди группы танцующих, оставил своих спутников и направился к дамам, показывая себя перед ними: он прошёл мимо королевы и остановился рядом с герцогиней Беррийской в момент трагедии.
После начала пожара в зале возник хаос. Танцоры бросились к дверям, объятые пламенем, а гости в ужасе кричали, пытаясь спасти пылающих людей и получая при этом страшные ожоги. Перу «монаха из Сен-Дени» принадлежит описание событий с нехарактерной яркостью: автор писал, что «четверо человек сгорели заживо, а их пылающие гениталии падали на пол… выпуская фонтаны крови». Помимо короля, которого спасла его тётя, из танцоров остался в живых только сир Ожье де Нантуйе, который прыгнул в чан с водой (по другой версии, с вином), где мыли посуду, и оставался там, пока не погасло пламя. На месте от смертельных ожогов скончался граф де Жуаньи, а бастард Ивен де Фуа (сын Гастона III де Фуа) и Эймар де Пуатье, сын графа Валентинуа, умерли через двое суток. Юге де Гисей умер через трое суток: по словам Такман, он до последнего часа сквернословил и проклинал всех, кто участвовал в этой затее, а во время похорон самого де Гисея в его адрес простолюдины кричали «Лай, собака!», припоминая ему все его дурные поступки. От вида горящих заживо людей нетвёрдый рассудок короля вновь помутился, и в течение нескольких дней он не узнавал никого вокруг, отказывался от своего имени и сана, уверял, что никогда не был женат и не имеет детей, раздражался, когда к нему пыталась подойти королева, и громко требовал «убрать от него эту женщину, которая за ним следит».
Парижане были разгневаны тем, что король чуть не погиб на балу, и обвиняли в случившемся его советников. По городу прокатилась волна недовольства: утверждалось, что, если бы король погиб, народ убил бы и его дядюшек, и всю парижскую знать. Дяди Карла, опасавшиеся повторения восстаний «Гарель» и майотенов, убедили его проехать к Нотр-Даму и успокоить народ: король ехал верхом, а его дяди и брат Людовик шли в знак покаяния босиком. Герцог Орлеанский, которого обвиняли в трагедии, оплатил сооружение Орлеанской капеллы — для ордена целестинцев — с витражными окнами и богатыми алтарными украшениями. Для строительства он использовал средства, полученные от короля за часть конфискованной собственности Пьера де Краона, виновника покушения на Оливье де Клиссона. Тем не менее Фруассар в «Хрониках» возлагал вину исключительно на Людовика, утверждая, что король и королева не могли ничего предотвратить. Репутация герцога Орлеанского была подорвана ещё раньше, когда его обвинили в колдовстве: он якобы нанял монаха-вероотступника, который заклял кольцо, кинжал и меч. Богослов Жан Пети заявлял, что пожар на балу был местью Карлу со стороны Людовика за нападение, случившееся год назад в лесу под Ле-Маном, и являлся ничем иным, как покушением на жизнь короля.
«Бал объятых пламенем» создал впечатление помешанности двора на экстравагантности и обнажил неспособность короля управлять из-за слабого здоровья. Приступы помутнения рассудка у Карла VI участились настолько, что к 1390-м годам его роль стала чисто церемониальной. К началу XV века его попросту стали игнорировать, а вместе с военно-политическими событиями это привело к расколу династии Валуа. В 1407 году сын герцога Бургундского Филиппа Жан убил своего кузена Людовика Орлеанского, которого обвинял в пороках, коррупции, колдовстве и множестве других преступлений, а Изабеллу обвинили в том, что она состояла в любовной связи с братом короля. Убийство Людовика спровоцировало войну арманьяков и бургиньонов между сторонниками герцога Бургундского (бургиньонами) и арманьяками, длившуюся несколько десятилетий. Вокруг «живого, но беспомощного» короля Франции образовался вакуум, а королева была слишком слаба, чтобы вести самостоятельную политику, поэтому политический вакуум заполнили Бургундия и Англия, а Изабелла стала в их руках послушным орудием.

## Толкование с точки зрения фольклора и христианства
Ян Веенстра писал, что «бал объятых пламенем» продемонстрировал напряжение между христианскими верованиями и латентным язычеством, существовавшее в XIV веке. Согласно ему, это событие «обнажило великую культурную борьбу в прошлом, но также стало зловещим предзнаменованием будущего».
Дикие люди (дикари) зачастую изображались с дубинами или палками, проживающими за пределами знакомой европейцам цивилизации без крыши над головой и без огня, не обладающими ни чувствами, ни душой — в Средневековье таковой была метафора неверующего человека. В Европе были сильны предубеждения и суеверия о том, что в Пиренеях и иных горных районах проживали длинноволосые дикие люди — «лютены», которые танцевали вокруг огня либо с целью вызвать демонов, либо провести ритуал на плодородие. В некоторых деревнях во время посевной или сбора урожая проводились праздники «шаривари», на которых некоторые люди наряжались в дикарей, изображая из себя злых духов, — их в рамках церемонии хватали, а потом чучело такого «дикого человека» торжественно сжигалось, что, по поверьям, изгоняло злых духов. Тем не менее, церковь осуждала подобные ритуалы, расценивая их как поклонение языческим богам или бесовщину.
Согласно Веенстре, предполагалось, что, одеваясь как дикарь, крестьянин в ходе ритуала «призывал демона, подражая ему», — в покаянниках запрещалась не только вера в дикарей, но и подражание им (наподобие того, что было на балу, организованном Изабеллой Баварской). В народных ритуалах сожжение не происходило буквально, а лишь in effigie (символически), и носило смысл мольбы о плодородии, в то время как при дворе эта практика с переодеванием превратилась в обычное развлечение, а сожжение человека вдруг стало реальностью. В XV веке в одной из хроник «бал объятых пламенем» и вовсе назвали «танцем, отгоняющим бесов» (лат. una corea procurance demone).
Повторный брак считался зачастую кощунством, поскольку таинство брака распространялось и на смерть, поэтому в обществе это осуждали. Вследствие этого «бал объятых пламенем» мог преследовать двойную цель: не только развлечь короля, но и унизить фрейлину Изабеллы в языческой манере, которая, с точки зрения «монаха из Сен-Дени», была неприятной. Согласно Веенстре, ритуал сожжения, проводившийся в первую брачную ночь женщины, сочетающейся повторным браком, имел христианские корни. В Книге Товита упоминается женщина Сарра, семерых мужей которой погубил злой дух Асмодей, однако её жених Товия положил в курильницу печень и сердце рыбы, окурив брачную комнату, и тем самым победил злого духа, избавив Сарру от мучений.
Другое толкование происшедшего предполагает символический экзорцизм — поскольку дворяне нередко обращались к магам и колдунам, «бал объятых пламенем» мог представлять собой попытку излечить Карла от сумасшествия. В начале XV века ритуальное сожжение злых, демонических или дьявольских сил не было редкостью, о чём свидетельствовало преследование королевского врача Жана де Бара герцогом Орлеанским (врача под пытками заставили сознаться в колдовстве и потом сожгли на костре).

## Событие в хрониках
Смерть четырёх дворян оказалась вполне значимым событием, чтобы попасть в хроники и летописи тех лет, в том числе хроники Жана Фруассара и «монаха из Сен-Дени»: изображения событий бала появлялись в многочисленных иллюминированных рукописях. У обоих авторов есть сходства по следующим пунктам: все танцоры были наряжены «дикими людьми»; король Карл VI остался в живых; один человек спасся, прыгнув в чан; четверо танцоров сгорели заживо. Однако есть различия в деталях: в частности, Фруассар указывал, что все танцоры были закованы в цепи, в то время как у монаха этой детали не было. Также различаются взгляды на цель такого танца: согласно историку Сьюзан Крейн, монах описывал событие как дикое «шаривари», в котором участвовала и публика, в то время как Фруассар называл это театральным представлением без участия публики.
У Фруассара «бал объятых пламенем» описывается в Книге IV его «Хроник» (1389—1400 годы), которую Катерина Нара характеризовала как полную «пессимистических настроений», поскольку автор «не одобрял ничего из того, что записывал». Вину в трагедии Фруассар возлагал на герцога Орлеанского, который принёс факел, а «монах из Сен-Дени» винил в этом де Гисея, который был автором идеи с переодеванием и у которого была дурная репутация из-за его жестокого обращения со слугами низкого происхождения: дело дошло до того, что даже аристократия радовалась его смерти. Монах описывал бал в «Истории Карла VI» (фр. Chronique du religieux de Saint-Denys, contenant le règne de Charles VI de 1380 à 1422), более известной как «Хроника аббатства Сен-Дени». Судя по его тону, он не одобрял этот бал, который проходил, «вопреки всем приличиям», с нарушениями норм общественного поведения, характерными и для короля; Фруассар же называл это праздничным событием.
Учёные не уверены до конца, были ли оба летописца на том балу. Согласно Крейн, Фруассар опубликовал свидетельства о событии спустя 5 лет, а монах — через 10 лет. Веенстра предполагает, что с большей долей вероятности именно «монах из Сен-Дени» мог быть свидетелем трагедии, поскольку он застал большую часть правления Карла VI, поэтому его рассказ является более достоверным и близким к истине. Хроника монаха считается в целом крайне важной для понимания поведения королевского двора, однако нейтральность описания могла быть вызвана пробургундистскими и антиорлеанскими настроениями, вследствие чего королеву и герцога Орлеанского автор изобразил в негативном свете, обвиняя их в кровосмешении. Третьим источником является «История короля Карла VI» авторства Жана Жувенеля дез Юрсена, не публиковавшаяся до 1614 года.
Рукопись Фруассара, датируемая промежутком между 1470 и 1472 годами и входящая в библиотеку Харли в Британской библиотеке, включает миниатюру с описанием события под названием «Танец диких людей» (неизвестный художник, часто упоминаемый как «мастер Харли Фруассар»). Немного более позднее издание «Хроник Фруассара», датируемое приблизительно 1480 годом, содержит миниатюру «Пожар на бале-маскараде», автором которой является неустановленный ранненидерландский художник, называемый «мастер Гетти Фруассар». Ещё одна рукопись, известная как «Фруассар» Грутхусе (принадлежала Лодевику ван Грутхусе) и хранящаяся в Национальной библиотеке Франции, содержит миниатюру с изображением «бала объятых пламенем». Наконец, опубликованное приблизительно в 1508 году в Париже издание «Хроник» было, по всей видимости, создано специально для Марии Клевской: в этом издании присутствует 25 миниатюр по краям, единственная полноразмерная иллюстрация на целую страницу — изображение «бала объятых пламенем».

## Отражение в культуре
В 1849 году Эдгар По написал рассказ «Прыг-Скок, или Восемь скованных орангутанов», который впервые был опубликован 17 марта в бостонской газете «The Flag of Our Union»: основой для него послужила история «бала объятых пламенем». В 1889 году художником Жорж-Антуаном Рошгроссом написана картина «Бал объятых пламенем», которая в настоящее время находится в музее Анны де Божё в Мулене.

### Комментарии
1. ↑  По мнению других историков, это был не бал-маскарад, а так называемая «маска» — похожая форма развлечения с музыкой, танцами и разными конкурсами.
2. ↑  Трое дядей с отцовской стороны — герцог Анжуйский Людовик, герцог Бургундский Филипп и герцог Беррийский Жан, братья Карла V; дядя по материнской линии — Людовик II де Бурбон, брат Жанны де Бурбон[4].
3. ↑  Такман указывает в качестве даты 18 января — канун праздника Сретения Господня (Очищения девы Марии).
4. ↑  Мишель Пинтуан (он же «монах из Сен-Дени») утверждал, что де Фатаврен трижды овдовела, поэтому это была её четвёртая свадьба[14].
5. ↑  У Фруассара он встречается под именем Гугонен де Гисе (фр. Hugonin de Guisay)[16].
6. ↑  В эпоху Раннего Средневековья в Германии и Швейцарии проводились похожие ритуалы под названием «изгнание смерти», часто в четвёртое воскресенье Великого поста — в так называемое «Воскресенье мёртвых» (нем. Todten-Sonntag). В этот день сжигалось чучело, а его остатки разбрасывали по полю в рамках ритуала плодородия. Как минимум в VIII веке в Саксонии и Тюрингии в ходе такой церемонии ловили человека, наряженного в одеяние из листьев и мха, — «пфингстля» (нем. pfingstl), а потом чучело сжигали на костре[33].